# 伊斯特福德 (康乃狄克州)
伊斯特福德（英語：Eastford）是一個位於美國康乃狄克州溫德姆縣的城鎮。

## 地理
伊斯特福德的座標為41°53′37″N 72°05′49″W / 41.89361°N 72.09694°W，而該地的平均海拔高度為199米（即653英尺）。

## 人口
根據2010年美國人口普查的數據，伊斯特福德的面積為75.60平方千米，當中陸地面積為74.80平方千米，而水域面積為0.80平方千米。當地共有人口1761人，而人口密度為每平方千米23.29人。